# Martin Heins

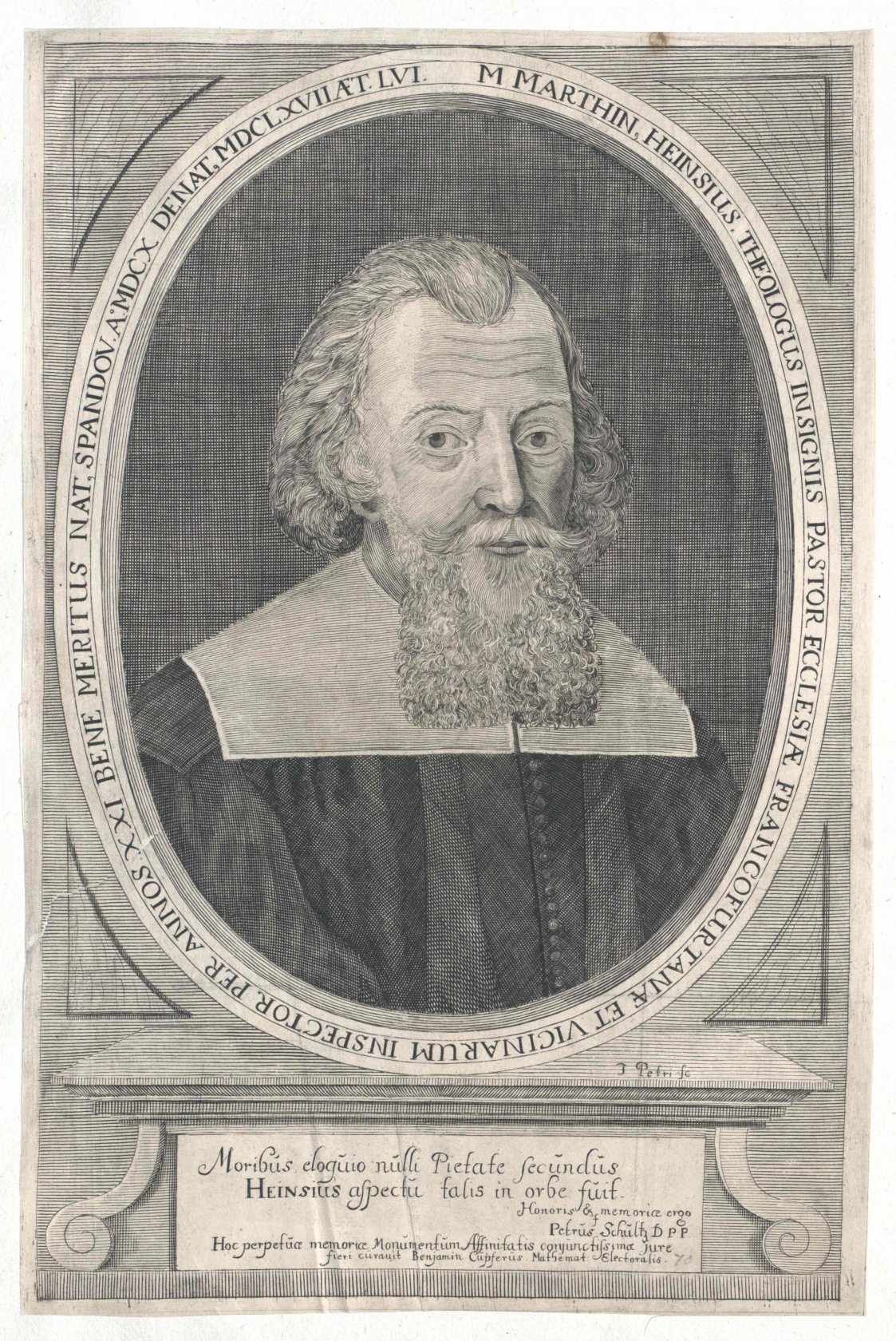
Martin Heinsius

Martin Heins (* 18. November 1610 in Spandau; † 9. Mai 1667 in Frankfurt (Oder)) war ein deutscher evangelischer Theologe, Dichter und Historiker.

## Leben
Als Sohn eines Bäckermeisters besuchte Heins die Schulen in Spandau und Berlin. Im Anschluss begab er sich für ein Studium an die Universität Wittenberg, wo er 1633 den akademischen Grad eines Magisters erlangte. Nachdem er als Dozent in Wittenberg gewirkt hatte, ging er in gleicher Funktion an die Brandenburgische Universität Frankfurt, wurde 1642 Stiftspfarrer an St. Peter und Paul (Brandenburg an der Havel). Er ging 1645 als Pfarrer an die Marienkirche Frankfurt (Oder). Während des Dreißigjährigen Krieges hatte er als Pfarrer mit der Verrohung seiner Gemeindeglieder zu kämpfen. Dabei konzentrierte er sich besonders auf die Unterweisung der Jugend und führte Konfirmationen als Abschluss vor der ersten Kommunion zu Ostern 1650 ein, die per Reskript vom 18. Oktober 1660 allen evangelischen Gemeinden Brandenburgs empfohlen wurde. Weiter bemühte er sich um die Wiederbelebung der Kirchenmusik nach dem Dreißigjährigen Krieg.
Heins verfasste außer einigen Dichtungen, Abhandlungen und Leichenpredigten nichts Herausragendes. Unter seiner Mitwirkung ist der Frankfurter Katechismus 1652 entstanden, der mehrere Auflagen erlebte. Zudem beschäftigte er sich mit der Geschichte Frankfurts. Eine Sammlung gedruckter und ungedruckter Materialien zu dieser Thematik befindet sich unter dem Titel „Annalen“ in vier Foliobänden im städtischen Archiv.

## Familie
Martin Heins (auch: Heinsius) war dreimal verheiratet gewesen, wobei die zwei ersten Ehen ohne Nachkommen blieben. Als dritte Gattin heiratete er am 13. Oktober 1651 Theodora Kupfer (1633–1669), Tochter des Diakons Balthasar Kupfer aus Frankfurt. Das Paar hatte 3 Söhne und 3 Töchter als Nachkommen, so etwa Maria Theodora Heinsius (* 2. April 1658 in Frankfurt (Oder); † 28. April 1689 in Celle), die 1677 Ehefrau des Kammersekretärs Albrecht Andreas von Ramdohr wurde.

## Werke
- Braut=Lieder - Einns auff den geistlichen Ehestand zwischen dem Sohn Gottes unnt einer gleubigen Seelen/ [...] Das ander auff seine andere Heyrath/ mit der Ehren=tugend=samen Jungfer Annen Hedwig Sägers/ [...], ca. 1647